# 集美國際娛樂
集美國際娛樂集團有限公司，簡稱集美國際娛樂集團和集美國際娛樂（英語：Jimei International Entertainment Group Limited，港交所：1159），在1991年，於香港（總部）成立「泰盛電子有限公司」。
當時經營生產銷售設計電子計算機產品。現時經營娛樂及博彩業務，以及化工產品以及節能及環保產品買賣。
該公司股份1998年3月13日於港交所主板上市。主席為林英樂，前身為「泰盛實業集團有限公司」和「中國綠能國際集團有限公司」。
2015年1月31日，該公司開拓澳門博彩中介業務和澳洲Crown Perth訂立中介安排。
2015年4月1日，該公司委任吳權漢為執行董事。
2015年6月，該公司和金界控股旗下柬埔寨NagaWorld參與博彩中介人安排業務。
2016年8月10日（案件編號：HCMP2386/2014），證監會控告該公司前主席唐錫麟及另外2名前執董高麗瓊和鍾惠愉在集團2008年出售子公司的交易中令上市公司蒙受損失，要求3人向上市公司賠償。而唐錫麟則需要30天內交付，為分期10期，金額為34.1萬美元（約265萬港元）。

## 外部連結
- jimeigp.com.hk
- karce.com （页面存档备份，存于）